# Dolní Lánov
Dolní Lánov là một làng thuộc huyện Trutnov, vùng Královéhradecký, Cộng hòa Séc.